# Campyloneurum magnificum
Campyloneurum magnificum là một loài thực vật có mạch trong họ Polypodiaceae. Loài này được T. Moore miêu tả khoa học đầu tiên năm 1861.